# Зимовье Зверей
«Зимо́вье Звере́й» — группа из Санкт-Петербурга, исполняющая песни, сочетающие русский рок и авторскую песню. Основана в 1994 году Константином Арбениным и Александром Петерсоном. Прекратила существование в 2009 году. В 2018 году Константин Арбенин объявил о воссоздании группы в новом составе.

## История
Группа появилась как результат знакомства поэта Константина Арбенина и музыканта Александра Петерсона, произошедшего летом 1994 года в питерском музыкальном клубе «Засада». До этого Арбенин писал тексты для минских и петербургских рок-групп, исполнял свои песни на квартирных концертах, а Петерсон играл джаз в различных комбо и иногда участвовал в оркестре Павла Кашина. Петерсона заинтересовали песни Арбенина, и летом 1995 года на студии «Форум» за 20 часов (на большее не было средств) был записан дебютный альбом «Города, которых не стало». Во время работы над альбомом появилось название «Зимовье Зверей» и третий участник — барабанщик Анатолий Смирнов, армейский друг Петерсона. Многие треки с первой пластинки вошли в число лучших песен группы — «Заходи», «Города, которых не стало», «Выпадая из окна», «Стёкла», а также романс «Вы голодны, мадам…» Их стали передавать по радио, и, ещё ни разу не выступив на сцене, группа приобрела множество заочных поклонников.
Летом 1996 года продюсерский центр «Театр ДДТ» помог группе записать второй альбом «Число Человека». Но с изданием вышла заминка, поэтому тот же песенный материал сначала появился в акустическом виде на концертной кассете «Зимовье Зверей на Радио-1», изданной магазином «Нирвана». Основой его стали песни, сыгранные в прямом эфире программы «Русский Рок» Валерия Жука и Александра Устинова. Именно эти радиоведущие дали «Зимовью» путёвку в жизнь, включив их композиции в плей-лист «Радио-1, Петроград».
Осенью того же года Александр Петерсон официально принял на себя обязанности директора группы, а в ноябре группа дала свой первый большой сольный акустический концерт в ДК «Красный Октябрь», собрав почти полный зал своих новоиспечённых почитателей. Состав был акустическим: Арбенин — голос; Петерсон — гитара; Смирнов — малый барабан. Несколько совсем новых песен Арбенин исполнил на этом концерте а капелла (в том числе ставший позже широко известным «Джин и Тоник»). В декабре состоялся первый электрический концерт в том же составе плюс компьютер, в который Петерсон предварительно забивал партии баса и клавишных. Басиста в группе не было, и все дальнейшие электрические концерты вплоть до 2001 года исполнялись именно с использованием секвенсора.
В начале 1997-го начинается плотное сотрудничество «Зимовья» с залом лектория Ленинградского «Зоопарка», позже переименованного в клуб. В этом месте группа выступала в течение шести сезонов, здесь были записаны два варианта концертного альбома «В зоопарке» (1997 и 1999) и снят одноимённый фильм-концерт (1998).
В 1997 году в коллектив влился флейтист Егор Мажуга, изначально приглашённый для записи флейтовой партии в песню «Свидетели». Его участие становится постоянным, а партия флейты с этих пор занимает важное место в саунде группы.
На протяжении всей истории группы «зимовцы» чередовали акустику и электричество — как в записях, так и в концертной деятельности. На рок-фестивале 1997 года «Песни XX века», проводимого «Театром ДДТ» на сцене Дворца Спорта «Юбилейный», «Зимовье Зверей» было единственным коллективом, выступившим в акустике (а в телевизионную версию и вовсе вошла композиция «Билль о правах», исполненная Арбениным а капелла). Позднее «зимовцы» отказались от участия в больших сборных концертах, объясняя это спецификой своего творчества, которая плохо совмещается с атмосферой многолюдных стадионов и закулисных тусовок. В поисках своего лица группа стала всё дальше уходить от приставки «рок».
Поскольку материала у Арбенина за несколько лет писания «в стол» накопилось много, в конце девяностых «Зимовье» выпускает по две пластинки в год, а иногда и больше. После выхода двух очень похожих друг на друга альбомов «Плечи» (1997) и «Свидетели» (1998) группа выдаёт неожиданную пластинку «Оба неба» (1998), состоящую только из новых песен, но в концертном исполнении. Альбом стал одним из самых удачных в истории группы, на нём впервые прозвучали «Одиссей и Навсикая», «Снова в Космос», «Пять лет назад» и «Самолёт», надолго закрепившиеся в основном репертуаре группы. А в 1999-м, будто торопясь закончить всё незаконченное в XX веке, «Зимовье» выпускает целую кучу релизов — акустическую дилогию «Вещи со своими именами» и «Возвращение именных вещей» (издавались на одном CD, но на двух отдельных кассетах), вторую редакцию концертника «В зоопарке» и электрический альбом «Родословная», ставший самым спорным в их дискографии.
2000 год — год передышки после ударного труда — отмечен выходом студийной версии «Свинопаса» и уходом из группы Анатолия Смирнова, который уезжает жить в Голландию. С этого момента звук живых барабанов навсегда исчезает из записей «Зимовья». Зато в группе появляется бас-гитарист Михаил Иванов, которого «Зимовье» сначала эпизодически приглашает к себе из «Вермишель-оркестра». Михаил не принимает участие в студийной работе (поскольку все басовые партии прописывает Петерсон), но в концертах с тех пор принимает постоянное участие с незначительными перерывами.
В 1999-м группа начинает периодические выступления в Москве, а в 2001-м выпускает ещё один из самых известных своих альбомов — «Конец цитаты», построенный как музыкально-литературная композиция. Название концептуально: Арбенин заявляет, что ему надоели игра с цитатами и аллюзиями, что он хочет закончить с этими филологическими экзерсисами и писать проще. Постоянные слушатели (а среди них действительно много филологов) пребывают в шоке от такого рода заявлений, но не особо в них верят. Группа тем временем издаёт довольно странный («экспериментальный», как сказано в аннотации) альбом «Антиутопия» (2001), состоящий наполовину из старого материала, наполовину — из нового, наполовину из концертных записей, наполовину — из студийных; а потом ещё одну электрическую пластинку — «На Третьем Римском» (2001). С уходом Мажуги заканчивается важный этап в биографии группы.
В 2002-м постоянный состав становится акустическим; к Арбенину и Петерсону присоединяется скрипачка Александра Савина, до этого принимавшая участие только в студийных записях. Позже в группе снова появляется Михаил Иванов.
В начале XXI столетия «Зимовье» делает ещё несколько шагов в сторону, противоположную рок-музыке и шоу-бизнесу. Музыкальный спектакль «Звери ищут лето» (2003), вышедшей на диске и поставленный на сцене, скорее можно отнести к стилю театрализованной, актёрской песни; Петерсон и Мажуга впервые выступают в нём не только как музыканты, но и как артисты-вокалисты. А в 2004 группа путешествует по фестивалям авторской песни и становится лауреатом Грушинского фестиваля, что значительно расширяет её аудиторию за счёт поклонников этого жанра. В продолжение темы «Зимовье» записывает концертный «Бардовский альбом», на котором, кроме гитары, звучит не очень-то свойственный этому жанру кларнет Евгения Кривошеина.
В 2007-м году выходит акустический альбом «Как взрослые», записанный с участием Кривошеина и Савиной. В это же время группа возобновляет электрические концерты и несколько раз выступает в Петербурге в рок-составе с барабанщиком Максом Клоцом и Михаилом Ивановым на басу.
Вышедший в 2008-м альбом «Всегда готов к рок-н-роллу» становится последним в истории группы (если не считать изданного тогда же сборника «Избранные песни»). «Зимовье» сначала запускает официальную версию, что весной 2009 группа уходит в бессрочный творческий отпуск, после чего даёт серию ударных концертов с участием Иванова, Савиной и вновь появившегося Мажуги. Но уже в марте Арбенин начинает выступать с сольным составом «Сердолик-бэнд» и творческий отпуск заканчивается обнародованным осенью 2009 года заявлением о прекращении деятельности группы. Все музыканты расходятся по разным проектам: Петерсон играет джаз, Савина — классику, Мажуга поднимает свой инструментальный проект «Минус Трели», Арбенин и Иванов сотрудничают в «Сердолик-бэнде».
В декабре 2018 года «Зимовье Зверей» объявляет о возобновлении студийной и концертной деятельности в обновлённом составе, и о подготовке к выпуску нового альбома. В состав группы помимо Арбенина вошли Вадим Курылёв (гитара, экс ДДТ), Анатолий Смирнов (первый барабанщик группы), Михаил Иванов (бас-гитарист концертного состава, экс Оркестр Вермишель) и Алексей Кормин (губная гармошка).

## Авторство
Критики и музыковеды так и не смогли определить стиль «Зимовья», причисляя его то к акустическому русскому року, то к бардам, то к театральному шансону. За время существования не единожды менялось звучание — сначала жёсткое электричество, потом минималистская акустика, потом нечто среднее. Менялся и состав музыкантов, но неизменным оставался тандем Арбенин — Петерсон. Константин Арбенин сочинял стихи и музыку, а затем Александр Петерсон делал музыкальную обработку песен, либо создавая полноценные аранжировки на группу, либо подбирая обычный гитарный аккомпанемент. Некоторые песни так и остались без музыкальных партий и исполнялись Арбениным а капелла («Уходя — возвращайся», «Печальный Роджер» и др.). На первых официально изданных альбомах (преимущественно на кассетах) группа не расшифровывала детали авторства, ограничиваясь строчкой: «Песни — Зимовье Зверей», что породило ошибочное, но весьма распространённое мнение, будто Арбенин пишет исключительно тексты этих песен, а музыку к ним сочиняет Петерсон. Позднее, уже на дисках, появился постоянный титр: «Песни Константина Арбенина; аранжировки Александра Петерсона», но заблуждение оказалось стойким: многие слушатели до сих пор считают Арбенина исключительно поэтом.

## Состав группы
Основной и постоянный участник обоих составов группы — вокалист и автор песен Константин Арбенин.
Прочие участники группы:
- Александр Петерсон, на записях Петерсон играл на нескольких инструментах, на сцене выступал как гитарист (с 1994 по 2009 год)
- Анатолий Смирнов, ударные (играл с 1995 по 1999 год и с 2018)
- Георгий (Егор) Мажуга, флейта (1997—2005, концерты в 2009 году)
- Александра Савина, скрипка (с 2002 по 2009)
- Евгений Кривошеин, кларнет (с 2005 по 2009)
- Михаил Иванов, бас-гитара (эпизодически играл с 2001 года, постоянно - с 2018)
- Вадим Курылёв, гитара (с 2018)
- Алексей Кормин, губные гармошки, ритм-гитара (с 2018)
- Андрей Резников, гитара (с 2023 года).

## Дискография

### Основные альбомы
- Города, которых не стало — ноябрь 1995
- Число человека — октябрь 1996
- Плечи — март 1997
- Свидетели — ноябрь 1997
- Оба неба — март 1998, концертный
- Родословная — март 1999
- Вещи со своими именами — сентябрь 1999
- Возвращение именных вещей — сентябрь 1999
- Конец Цитаты — сентябрь 2001
- Антиутопия — март 2002
- На третьем римском — октябрь 2002
- Как взрослые — май 2006
- Всегда готов к рок-н-роллу[3] — июль 2008
- Новейшая хронология[4][5] – декабрь 2018
- Неделимый — апрель 2025

### Концертные альбомы
- В Зоопарке (версия 1) — 1997
- Судьба водолаза — 1998
- В Зоопарке (версия 2) — 1999
- Post Форпост — 2003
- Шишки[6] — февраль 2005, 2 CD
- Бардовский альбом — 2005
- 11 бис — 2019

### Сборники
- Избранное — 1998
- Избранные песни — 2008

### Синглы
- Только парами — 2020
- Суперботаник — 2021
- Герои Анти — 2023

### Музыкальные спектакли (сказки)
- Свинопас — октябрь 1999, по мотивам сказки Ханса Кристиана Андерсена[7]
- Звери ищут лето — декабрь 2003, по мотивам русских народных сказок, 2 CD
- Свинопас — октябрь 2016, переиздание на CD в mp3 - ISBN 978-5-9677-2460-2
- Звери ищут лето — октябрь 2016, переиздание на CD в mp3 - ISBN 978-5-9677-2461-9

### Бутлеги
- Акустическая Родословная (2000)
- Концерт в Центральном Доме журналиста 20 февраля 2009
- Концерт в Центральном Доме художника 27 марта 2009

### Фильмы-концерты
- В Зоопарке (VHS) — 1998
- Документальный концерт (VHS) — 2002
- Джин и Тоник (DVD) — 2004
- Звери ищут лето (DVD) — 2006
- Свинопас (DVD) — 2007
- Зимовье Зверей (DVD) — 2008

## Фестиваль «Могучая кучка»
С 1999 года по 2008 год Арбенин и Петерсон ежегодно организовывали фестиваль поющих поэтов «Могучая кучка», в котором принимали участие Михаил Башаков, Кирилл Комаров, Светлана Голубева, Вячеслав Ковалёв, Дмитрий Максимачёв, Анатолий Багрицкий, Макс Иванов, Елена Гудкова, Екатерина Болдырева, Павел Фахртдинов, Антон Духовской, Евгений Пальцев, Юлия Тузова, группы «Тамбурин», «Ночные снайперы», «Ступени», «Зга», «Дефекты речи» и многие другие. Каждый из фестивалей завершался выступлением группы «Зимовье Зверей», к которому в финале присоединялись другие участники.

## Достижения
Группа «Зимовье Зверей» в 2004 году стала лауреатом XXXI Грушинского фестиваля.